# Yamakasi
Yamakasi (auch Jamakasi geschrieben) ist die erste Parkour-Gruppe um David Belle, die sich 1997 gebildet hatte.
Damalige Gründungsmitglieder der Gruppe waren neun Jugendliche aus den Vororten von Paris:
- David Belle
- Sébastien Foucan
- Yann Hnautra
- Willam Belle
- Châu Belle-Dinh
- Charles Perrière
- Malik Diouf
- Guylain N'Guba-Boyeke
- Laurent Piemontesi

Im Februar 1998 löste sich die Gruppe Yamakasi praktisch auf, indem Sébastien Foucan und David Belle diese verließen. Trotzdem entstand im Jahr 2001 der Film Yamakasi – Die Samurai der Moderne, welcher die Sportart Parkour und mit ihr die Gruppe Yamakasi bekannt machte.
Durch die vielen artistischen Bewegungen der Gruppe wird ihre Art der Bewegung oft als L'Art du Déplacement bezeichnet. Dies kann als ein Mittelweg zwischen Parkour und dem, hauptsächlich von Sébastien Foucan geprägten, Freerunning verstanden werden, da sich die Yamakasi einiger Akrobatik bedienen, auf die Parkour vollkommen verzichtet. Diese Fortbewegungsart wird heute von der breiten Masse als Stilrichtung des Parkour verstanden und ist auch unter dem Namen Yamakasi-Stil bekannt.